# マリオテニス ウルトラスマッシュ
『マリオテニス ウルトラスマッシュ』（MARIO TENNIS ULTRA SMASH）は、2016年1月28日に任天堂から発売されたWii U専用ゲームソフト。アメリカ・ヨーロッパでは2015年11月20日に発売された。

## 概要
『マリオテニス』シリーズ第6作目で、開発はこれまで同様キャメロットが担当。
過去シリーズ同様、簡単操作で本格的なテニスゲームが楽しめる内容となっており、シリーズでは初の「ジャンプショット」が可能なほか、全16種類のキャラクターにはロゼッタなどの新キャラクターも参戦している。また、Wii U Game Padを用いれば、テレビとゲームパッドのそれぞれに対戦画面を表示することが可能。
今作にはタイトルのとおり『ウルトラスマッシュ』という技もある。マリオテニスエースには無い大技である。

## ゲームシステム
クラシックテニス
巨大キノコなどが登場しない従来のテニスで遊べるモード。

メガバトル
キノピオの投げ込む巨大キノコを取ることでキャラクターが巨大化。パワーなどが上昇し、一味違ったテニスが楽しめる。

メガボールラリー
巨大なボールを用いてラリーを行うモード。

勝ち抜きチャレンジ
勝つたびに強くなっていく相手プレイヤーと連戦をするモード。

インターネット
インターネットに接続することで他のプレイヤーとテニスを行うモード。『ガチモード』では本格コートでレーティング機能がある対戦となり、『バラエティモード』はレーティング機能がなく様々なコートで気軽に対戦ができる。

amiibo
読み込ませたamiiboを「勝ち抜きチャレンジ」でサポートキャラとして登場させたり、「インターネット」でダブルスのパートナーとして使用できる。amiiboは試合をすることで成長していく。

## キャラクター
全16キャラクター。太字はある条件を満たすことで使用可能となる隠しキャラ。
- マリオ（オールラウンド）
- ルイージ（オールラウンド）
- キノピオ（スピード）　※「64」以来15年ぶりのプレイアブルキャラクター。タイプも「テクニック」から変更された。
- ヨッシー（スピード）
- ピーチ（テクニック）
- デイジー（オールラウンド）　※前作の「テクニック」タイプから変更された。
- ワリオ（パワー）
- ワルイージ（ディフェンス）
- テレサ（トリッキー）
- キノピコ（トリッキー）　※新キャラクター。
- ドンキーコング（パワー）
- ロゼッタ（パワー）　※新キャラクター。女性キャラで初めてのパワータイプである。
- クッパ（パワー）
- クッパJr.（トリッキー）
- ほねクッパ（ディフェンス）
- ようせい姫（テクニック）　※新キャラクター[9]